# Јагуаров скок
Јагуаров скок је југословенски филм из 1984. године. Режирао га је Александар Ђорђевић, а сценарио је писао Гордан Михић.

## Радња
Филм говори о човеку коме су отели дете и одвели из Југославије у Њујорк. Он је бивши фотограф, новинар, шофер, тренер хокејашког тима, заправо особа без среће и у послу и у браку. Развео се од супруге Американке која је наркоман. По повратку из Индије, жена са пријатељем пролази кроз Београд, отима дете и одводи га у Њујорк где им се губи сваки траг. Отац детета започиње истрагу и када је већ изгубио сваку наду да ће их пронаћи, успева да пронађе своје дете.

## Улоге
| Глумац                  | Улога                         |
| ----------------------- | ----------------------------- |
| Љубиша Самарџић         | Богдан Богић „Боги“           |
| Младен Недељковић       | Чарли „Баксуз“                |
| Миодраг Крстовић        | Чавке                         |
| Вера Чукић              | Олга                          |
| Војислав Брајовић       | Миле „Мачак“                  |
| Милан Срдоч             | Богданов отац                 |
| Ненад Цигановић         | Леонид Горјевич               |
| Силвија Полето          | Беки Богић                    |
| Јелисавета Саблић       | Цајка                         |
| Драган Лаковић          | Стив Кјубурак „Стева Чубурац“ |
| Бранко Ђурић            | Инспектор                     |
| Тома Јовановић          | Богијев шеф                   |
| Еуген Вербер            | Голдман                       |
| Мирјана Блашковић       | Стјуардеса                    |
| Ђорђе Јовановић         | Бата Паја, келнер             |
| Михајло Бата Паскаљевић | Шахиста у парку               |
| Жижа Стојановић         | Госпођица Макар               |
| Вељко Маринковић        | Убица на саслушању            |
| Предраг Милинковић      | Фоторепортер                  |
| Даница Мокрањац         | Богијева љубавница            |
| Рака Радојковић         | Полицајац 1                   |
| Ратко Милетић           | Полицајац 2                   |
| Мирјана Николић         |                               |
| Љубица Шћепановић       | Болничарка                    |
| Драгољуб Петровић       | Супруг Богијеве љубавнице     |
| Раде Благојевић         | Воја                          |
| Ана Благојевић          | Дороти Вилијамс               |
| Момчило Поп Димић       | Ика                           |
| Мирослава Илић Јевтовић | Саманта Рајт                  |
| Гордана Терзиоски       | Мачкова секретарица           |
| Џералд Рејмонд          | Арти                          |
| Боб Шлесинџер           | Џејмс Вилијамс                |
| Агнес Камингс           | Наставница                    |
| Кетрин Насер            | Мачкова женска                |
| Мерлин Коста            | Вилијамсова ћерка             |
| Џорџ Болус              | Детектив                      |
| Аманда Пери             | Кјубуракова секретарица       |